# Python Paste
Python Paste, или просто Paste — набор программ для веб-разработки с использованием языка Python. Пакет даёт разработчикам и системным администраторам инструменты для разработки и установки веб-приложений. Среди прочего,
содержит различные компоненты связующего программного обеспечения (англ. middleware) для разработки, тестирования, конфигурирования и запуска WSGI-приложений. Например, программа PasteScript позволяет разработчикам, используя генерацию кода на основе шаблонов, получить основу работающего веб-приложения в считанные минуты.

## Составные части Paste
Paste является open-source-проектом, стартовавшим примерно в 2005 году. По мере его роста некоторые утилиты были перенесены из ядра в отдельные пакеты. Они по-прежнему являются частью Paste, хотя и имеют собственные версии.
Ниже приводится список пакетов Paste:
- WebOb — это обертка для WSGI-окружения[3].
- Paste Deploy — это система для организации и конфигурации WSGI-приложений и серверов[4].
- Paste Script — шаблонный движок[2][5].
- WebTest, ScriptType, INITools, Tempita, WaitForIt, WPHP, WSGIFilter, WSGIProxy[6].